# Ala Parthorum
El Ala Parthorum fue una unidad auxiliar de caballería del ejército romano del tipo Ala quinquagenaria atestiguada en la península ibérica y el Norte de África durante el Alto Imperio romano, y en Oriente en el Bajo Imperio.

## Los orígenes del Ala y elsigloI
El Ala Parthorum fue creada con desertores partos, que se habían acogido a la protección imperial tras el fracaso de su facción en el período de inestabilidad que afectó al Imperio Parto a comienzos del reinado de Augusto. Este emperador los encuadró en una unidad de caballería auxiliar y los envió a Dalmatia, provincia desde la que fueron destinados a Hispania, posiblemente al final del imperio de Tiberio.
Se desconoce dónde estuvo acuartelada la unidad hasta la época de Claudio, cuando al ser trasladada la Legio IV Macedonica a Mogontiacum (Maguncia, Alemania), ocupó su campamento en Pisoraca (Herrera de Pisuerga, Palencia) en la Tarraconensis.
En este castellum se documentan materiales de construcción sellados con la figlina del Ala Parthorum, junto con cerámica común, Terra Sigillata Hispánica, vidrio y armas, incluyendo un protector ocular de caballo y algunos restos metálicos de arreos y estribos.

## SiglosIIyIII
A finales del siglo I, ante la inestabilidad que se apreciaba en las provincias del Norte de África, Domiciano ordenó el traslado de la unidad a Mauretania Caesariensis, donde permaneció activa hasta finales de la dinastía Severa en el siglo III, participando en las campañas emprendidas contra los mauri bajo Antonino Pío y Marco Aurelio. En esta provincia aparece nombrada indistintamente como Ala Parthorum y como Ala Augusta Parthorum Sagitariorum, es decir, según este último epíteto formada por arqueros a caballo, lo que indica la posible supervivencia del disparo parto, haciendo retroceder el caballo y disparando hacia atrás volviéndose el jinete cuando el enemigo lo persigue.
En algún momento del siglo II, fue dirigida por los Prefectos, Marco Campanio Marcelo. y Lucio Paconio Próculo.

## El Bajo Imperio
Posiblemente bajo Aureliano, hacia 270, fue trasladada a Oriente, donde aparece reseñada en la Notitia Dignitatum en Resaia en la provincia Osroene a las órdenes del Dux Osrhoenae a finales del siglo IV y principios del siglo V.
Posiblemente fue disuelta en la reforma del ejército bizantino emprendida por Justiniano a principios del siglo VI.